# Rosa taronensis
Rosa taronensis es una especie de planta del género Rosa, de la familia Rosaceae.

## Taxonomía
Rosa taronensis fue descrita por T. T. Yu en 1981.

## Distribución
Se encuentra en el territorio centro-sur de China.